# Матвіїшина Жанна Миколаївна
Матвіїшина Жанна Миколаївна (*14 лютого 1938 року) — український вчений, доктор географічних наук, професор, завідувач відділу палеогеографії Інституту географії Національної академії наук України.

## Біографія
У 1962 році закінчила географічний факультет МДУ ім. М. В. Ломоносова. З 1962 по 1966 роки працювала асистентом кафедри Луганського педагогічного інституту. З 1966 по 1969 роки — аспірантка відділу палеогеографії Інституту геологічних наук АН УРСР. У 1972 році захистила кандидатську дисертацію на тему «Морфология антропогеновых ископаемых почв Среднего Приднепровья», а в 1993 році докторську дисертацію на тему «Микроморфология и педогенез верхнекайнозойских ископаемых почв Украины».
В Інституті географії НАН України займала посади молодшого наукового співробітника, старшого наукового співробітника, провідного наукового співробітника, а з 1994 року — завідувач відділу.
У 2011–2012 роках працювала професором кафедри землезнавства та геоморфології на географічному факультеті КНУ імені Тараса Шевченка.
Впродовж 10 років Ж. М. Матвіїшина була членом Експертної ради ВАК з географічних наук та заступником голови цієї ради. На даний час є членом спеціалізованої вченої ради Д 26.163.01 Інституту географії НАН України по захисту кандидатських та докторських дисертацій за спеціальностями: 11.00.02 «Економічна та соціальна географія» і 11.00.12 «Географічна картографія», членом редколегії «Українського географічного журналу», членом Національного стратиграфічного комітету України, членом лесової комісії INQUA (Міжнародного стратиграфічного комітету з четвертинного періоду).

## Наукова діяльність

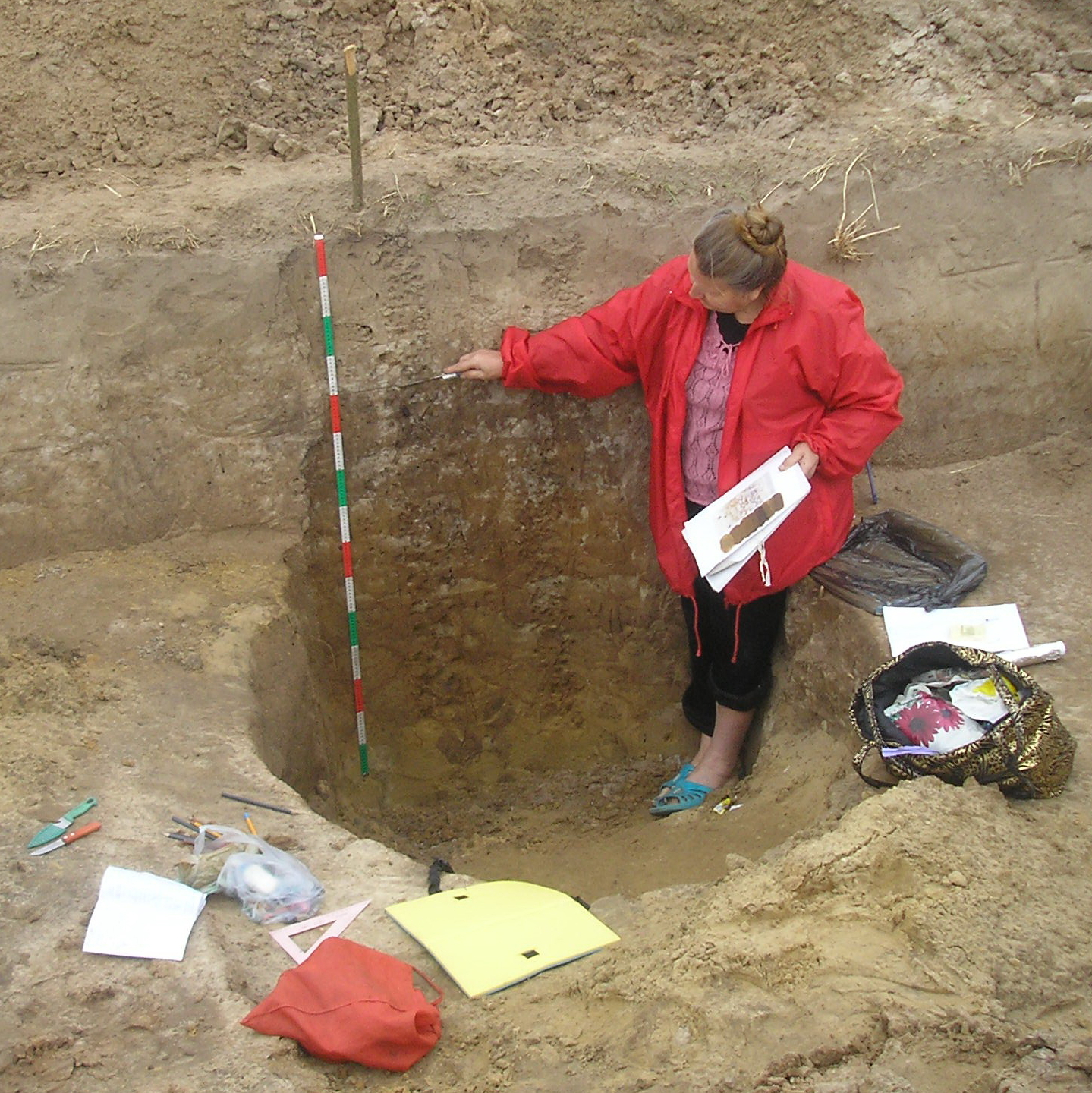
Дослідження Ж. М. Матвіїшиною ґрунтів тшинецької культури (смт Миропіль, Житомирська область), 2012 рік

Наукові дослідження пов'язані із палеопедологічним, стратиграфічним, палеоекологічним вивченням відкладів пліоцену, плейстоцену, голоцену, а також похованих ґрунтів в межах археологічних об'єктів на території України. Результати досліджень представлені у 316 публікаціях (з них 18 монографій) та апробовані на 169 конференціях.
Підготувала чотирьох кандидатів та двох докторів географічних наук за спеціальністю 11.00.04 «геоморфологія та палеогеографія».
Брала участь з доповідями у 169 міжнародних конгресах, конференціях, симпозіумах, серед яких:
- «Еволюція та антропогенізація ландшафтів передгірських і гірських територій», Чернівці, 2012 рік;
- «Формування північно-карпатських лесів у Євразійському лесовому поясі», Вроцлав, Польща, 2011 рік;
- «Гляціал і перигляціал Українського Передкарпаття», Львів, 2011 рік;
- «Эволюция почвенного покрова: история идей и методы, голоценовая эволюция, прогнозы», Пущино, Росія, 2009 рік;
- «Изменения климата, почвы и окружающая среда», Белгород, Росія, 2009 рік;
- Х з'їзд Українського географічного товариства, Київ, 2008 рік;
- Міжнародний V лесовий семінар, XV Польсько-Український семінар «Запис змін середовища у пізньоплейстоценових лесово-ґрунтових відкладах», Вроцлав-Сребрна Гура, Польща, 2008 рік;
- «Проблемы истории, методологии и философии почвоведения», Пущино, Росія, 2007 рік.

## Основні наукові праці

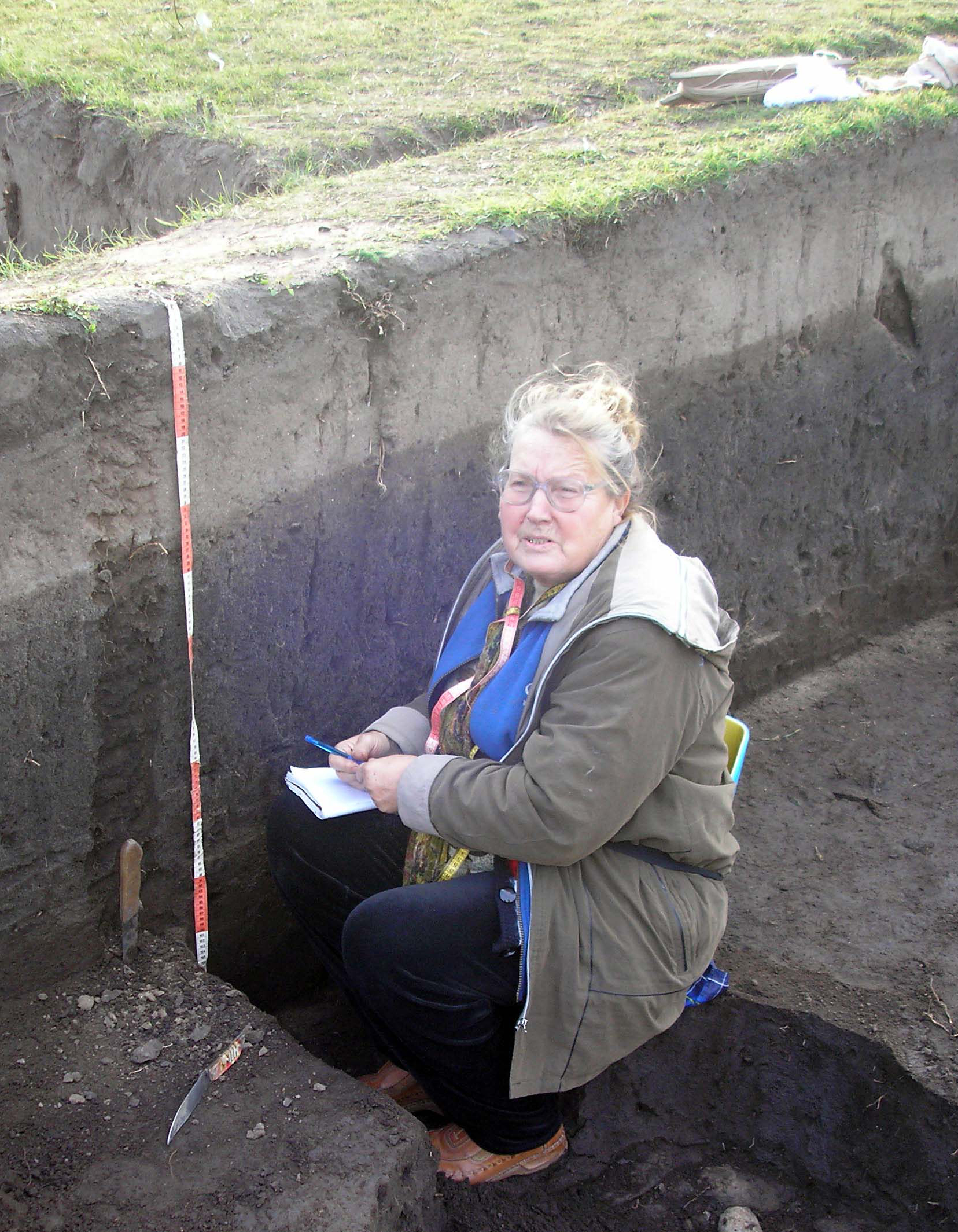
Дослідження Ж. М. Матвіїшиною голоценових ґрунтів (Миколаївська область), 2008 рік

- Степанчук В. М. Давня людина: палеогеографія та археологія / В. М. Степанчук, Ж. М. Матвіїшина, С. М. Рижов, С. П. Кармазиненко. — К.: Наукова думка, 2013. — 205 с.
- Просторово-часова кореляція палеогеографічних умов четвертинного періоду на території України: проект «Наук. книга» / НАН України. Інститут географії; ред. Ж. М. Матвіїшина. — К. : Наук. думка, 2010. — 192 с.
- Дмитрук Ю. М. Ґрунти Траянових валів: еволюційний та еколого-генетичний аналіз / Ю. М. Дмитрук, Ж. М. Матвіїшина, І. І. Слюсарчук. — [б. м.]: Рута, 2008. — 228 с.
- Матвиишина Ж. Н. Микроморфология плейстоценовых почв Украины /  Ж. Н. Матвиишина. — К.: Наук. думка, 1982. — 144 с.
- Методика палеопедологических исследований / [М. Ф. Веклич, Ж. М. Матвиишина, В. В. Медведев и др.]. — К.: Наук. думка, 1979. — 271 с.
- Dmytruk Y., Matviyishyna. Zh., Kushnir. A. Evolution of chernozem in the complex section at Storozheve, Ukraine // Soil as World Heritage, by David Dent. — Springer, 2014. — Р. 91-100.
- Matviyishina. Zh. Global climatic changes and development of the late cenozoic landscapes of Ukraine // Global changes and geography. — Moscow: The IGU Conference, 1995.
- Matviyishina. Zh. Pleistocene soils development on the territory of Ukraine // XIV International Congress. — Berlin: Quaternary Research, 1995.
- Matviyishina. Zh. The most known Pleistocene and Pliocene key sections of Ukraine as conservation of geological heritage // ProGEO session. — Stockholm, 1995.
- Matviyishina. Zh. Micromorphological characteristics as the reflection of the Pleistocene soils pedogenesis // The wind blown sediments in Quaternary records. — London: INQUA Congress, 1994.

|  |  |  |  |  |
|  |  |  |  |  |